# Войцеховиці (Єнджейовський повіт)
Войцеховиці (пол. Wojciechowice) — село в Польщі, у гміні Сендзішув Єнджейовського повіту Свентокшиського воєводства.
Населення — 91 особа (2011).
У 1975-1998 роках село належало до Келецького воєводства.

## Демографія
Демографічна структура на день 31 березня 2011 року:
|          | Загалом | Допрацездатний вік | Працездатний вік | Постпрацездатний вік |
| -------- | ------- | ------------------ | ---------------- | -------------------- |
| Чоловіки | 47      | 10                 | 24               | 13                   |
| Жінки    | 44      | 5                  | 23               | 16                   |
| Разом    | 91      | 15                 | 47               | 29                   |